# Nieul
Nieul este o comună în departamentul Haute-Vienne din centrul Franței. În 2009 avea o populație de 1.600 de locuitori.

## Evoluția populației
| An        | 1975  | 1982  | 1990  | 1999  | 2006  | 2009  |
| --------- | ----- | ----- | ----- | ----- | ----- | ----- |
| Populație | 1.001 | 1.198 | 1.348 | 1.350 | 1.521 | 1.600 |